# Ken Hill
Ken Hill (n. 28 de enero de 1937 - f. 23 de enero de 1995) fue un compositor británico, especializado en musicales. 
Sus obras fueron adaptaciones de obras clásicas de la literatura, el cine y la televisión, y se fueron estrenadas en Londres y Broadway.
Entre sus obras se encuentran "La maldición del Hombre Lobo", "El hombre invisible", "El fantasma de la ópera" (1976), con letras agregadas a temas de Verdi, Gounod, Offenbach, Mozart, Weber y Donizetti y en la que se inspiró Andrew Lloyd Webber para componer su posterior versión del clásico; y "Zorro: el musical", que lleva al escenario la historia del justiciero de Los Ángeles.
- Datos: Q6387787